# Degli angeli
Degli angeli (in spagnolo Sobre los ángeles) è una raccolta di poesie di Rafael Alberti, scritta negli anni 1927 e 1928 e pubblicata per la prima volta in Spagna nel 1929. Alberti stesso ha confessato di aver scritto il libro durante un periodo di crisi spirituale, che si riflette nel tono generale dell'opera.
Dal punto di vista formale, il libro rompe con le opere precedenti di Alberti (Marinero en Tierra o El alba del alhelí, di stampo popolare, o Cal y canto, gongorista) avvicinandosi alle tecniche poetiche del surrealismo, con l'accumulo di immagini oniriche, e la rottura della metrica tradizionale per entrare nel verso libero.

## Storia editoriale
Rafael Alberti aveva 27 anni quando, nel 1929, venne pubblicata l'intera opera. 
Nel 1928 aveva già pubblicato alcune poesie (Los dos ángeles, El cuerpo deshabitado e El ángel de los números) nella rivista Carmen, fondata nel 1927 da Gerardo Diego. A settembre dello stesso anno la Revista de Occidente pubblicò Paraíso perdido, Los ángeles de la prisa, Ascensión e Invitación al aire. 
A dicembre, Alberti presentò nella Residencia de Estudiantes una lettura dell'opera dopo una conferenza tenuta da Pedro Salinas.  All'inizio del 1929 vennero pubblicate in La Gaceta Literaria le principali poesie della terza parte del libro.
La prima traduzione in italiano, dal titolo Degli angeli, è stata pubblicata da Einaudi nel 1966 a cura di Vittorio Bodini.

## Struttura
Sobre los ángeles comprende 54 componimenti in versi liberi, più brevi nella prima parte e molto più lunghi nella seconda. In quest'opera Rafael Alberti rinuncia alle rime e alle assonanze e preferisce un andamento prosastico della composizione.
Il libro si compone di tre parti: dopo l'epigrafe Entrada, sorta di introduzione, viene presentata la poesia Paraíso perdido, dove Alberti introduce il tema centrale dell'opera che riprenderà poi nel corso della raccolta: la perdita dell'innocenza e della tranquillità.
La prima parte dell'opera descrive l'inizio della crisi e le prime presentazioni di un mondo angelico. Si distacca sicuramente El cuerpo deshabitado: il corpo è quello del poeta che si trova ad essere ‘disabitato' dall'anima.
Nella seconda parte appaiono una serie di poesie nelle quali il poeta si ribella alla posizione in cui si trova, il suo viaggio tormentato attraverso il mondo degli angeli diviene sempre più complesso. L'anima si trova qui costretta alla sofferenza assoluta e perpetua, senza scampo:
«En pena, siempre en pena,/ alma perseguida./ A contraluz siempre,/ nunca alcanzada, sola,/ alma sola».
La terza parte è la più originale dal punto di vista formale: il vissuto caotico del poeta è rappresentato mediante versi liberi e maggiormente vicini alla scrittura surrealista. La prima poesia è Tres recuerdos del cielo dedicata a Gustavo Adolfo Bécquer, nella quale Alberti presenta un sentimento di nostalgia per un mondo perfetto:

## Studi critici
L'opera è stata oggetto di molteplici studi nel corso degli anni.
Soledad Salinas sottolinea che, in Sobre los ángeles, l'assenza è il tema dominante nell'intera opera; una delle parole più utilizzate è infatti «sin». 
Ignazio Delogu ricorda che l'autodidattismo dell'autore fu una sua caratteristica peculiare, l'autore ricerca sé stesso, ma è solo, senza guide, senza maestri:

## Edizioni
(elenco parziale)
- (ES) Rafael Alberti, Sobre los ángeles, collana Nueva Literatura, Madrid, Compañía Ibero-Americana de Publicaciones, 1929.
- (ES) Rafael Alberti, Sobre los ángeles, Madrid, Catedra, 1981.
- (ES) Rafael Alberti, Antología comentada, Madrid, Ediciones de la Torre, 1990.

In italiano
- Rafael Alberti, Degli angeli, a cura di Vittorio Bodini, Torino, Einaudi, 1966.
- Rafael Alberti, Degli angeli, a cura di Vittorio Bodini, Torino, Einaudi, 1980.